# Sihanoukville
Sihanoukville (čti [Sihanukvil]; khmersky ក្រុងព្រះសីហនុ – Krong Preah Sihanuk), zvané též Kompong Som, je přístavní město na jihu Kambodže, na pobřeží Thajského zálivu. Nachází se zhruba 185 km od hlavního města Phnompenhu, s nímž je spojeno kvalitní silnicí a spíše chatrnou železnicí. Sihanoukvillský přístav, který je vůbec jediným kambodžským přístavem s hlubokými vodami, byl vystavěn v letech 1955–1956. Město dostalo název podle tehdejšího krále Norodoma Sihanuka. V r. 1998 žilo v Sihanoukville přes 155 tisíc obyvatel. Místo je známé i jako plážové letovisko. Poblíž Sihanoukville stojí mezinárodní letiště.

## Partnerská města
- Miami, Florida, USA
- Seattle, Washington, USA
- Swansea, Wales, Spojené království
- Tampa, Florida, USA